# 忍性

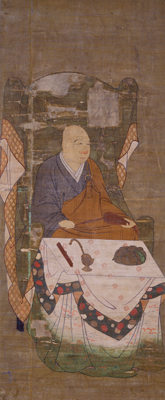
忍性菩薩畫像（西大寺藏）

忍性（1217年8月19日—1303年8月25日）是日本鎌倉時代的律宗（真言律宗）僧人。房名（通稱）良觀。鎌倉極樂寺之開山（初代住持）。以盡力於救濟貧民、漢生病患者等社會的弱者而知名。後醍醐天皇賜諡號為忍性菩薩（にんしょうぼさつ）。

## 略歷
建保5年（1217年），生於大和國城下郡（現奈良縣磯城郡）。出自伴氏，父為伴貞行。天福元年（1233年），在東大寺戒壇院受戒。師事叡尊，繼承其真言密教・戒律受持・聖德太子信仰。文永4年（1267年），為極樂寺開山。弘安4年（1281年），元寇弘安之役之際，受幕府・朝廷之命，執行異國退散祈禱。永仁2年（1294年），在四天王寺重建悲田院・敬田院，救濟病人。嘉元元年（1303年），在極樂寺示寂。

## 脚注
1. ↑  読売新聞 2016年8月23日 13面掲載。松尾剛次評。
2. ↑  内田 2006，第133–134頁.

## 關連項目
- 西大寺